# Двадесет и четвърти пехотен черноморски полк
Двадесет и четвърти черноморски на Н.В. Царица Елеонора полк е български полк, част от Трета пехотна балканска дивизия.

## Формиране
Двадесет и четвърти пехотен черноморски полк е формиран в Бургас под името Двадесет и четвърти пеши черноморски полк на 14 февруари 1889 година с указ №11 от 19 януари 1889. В състава му влизат от 3-та и 4-та дружини на 11-и пеши сливенски полк.  Дружините са наследници съответно на 11-а айтоска и 12-а бургаска дружина. На 9 август 1912 шефството на полка е поверено на Нейно величество Царица Елеонора.

## Балкански войни (1912 – 1913)
През Балканската война (1912 – 1913) полкът е част от Втора бригада на Трета пехотна балканска дивизия. Взема участие в боевете при Гечкинли, Бунархисар, Лозенград, Чаталджа. На 18.10.1912 г. в боя при Бунархисар ефрейтор Иван Арбаджиев пленява турско бойно знаме.
През Междусъюзническата война (1913) остава в същата организационна структура и води боевете при Долни Балван и при Царските и Доленски височини (Македония).

## Първа световна война (1915 – 1918)
През Първа световна война (1915 – 1918) полкът влиза в състава на 1-ва бригада от 3-a пехотна балканска дивизия (Втора армия).
При намесата на България във войната полкът разполага със следния числен състав, добитък, обоз и въоръжение:
| Числен състав                                       | Добитък              | Обоз                                                    | Въоръжение                           |
| --------------------------------------------------- | -------------------- | ------------------------------------------------------- | ------------------------------------ |
| Офицери: 65 Чиновници: 4 Подофицери и войници: 4783 | Коне: 619 Волове: 17 | Обикновени коли: 52 Товарни коли: 249 Специални коли: 4 | Пушки и карабини: 3487 Картечници: 4 |

Полкът изпълнява успешно поставените му задачи в успешно проведената Косовска операция (1915) и Чеганска операция (1915). Във втория етап на войната заема за отбрана района на платото Добро поле, където е нанесен главният удар на Антантата при пробива на фронта.
На 1 август 1917 в местността „Оборище“ от кадъра на 11-и пехотен сливенски, 24-ти пехотен черноморски, 29-и пехотен ямболски и 32-ри пехотен загорски полк се формира 80-и пехотен полк.
След пробива повечето от личния състав на полка участва във Войнишкото въстание.

## Между двете световни войни
На 10 септември 1919 година на основание предписание №1034 полкът е разформирован, като съставът му се превежда към 11-и пехотен сливенски полк. Остава да действа Ликвидационен щаб, който през 1920 година е преименуван на Ливидационно бюро. През 1928 година полкът е отново формиран от частите на 39-а пехотна солунска дружина и 11-а жандармерийска дружина, но до 1934 година носи явното название 39-а пехотна солунска дружина.

## Втора световна война (1941 – 1945)
През 1941 полкът е разположен на югоизточната граница. На 9 септември 1944 година е на гарнизон е Бургас. Взема участие във втората фаза на заключителния етап на войната в състава на 3-a балканска дивизия. В състава му е формирана гвардейска дружина. Заема левия фланг при успешно проведената Дравска операция и десния при Мурска операция. Достига до предпланините на Алпите (Клагенфурт). Участва в боевете при селата Дравасаболч и Гордиша. На 8 юни 1945 г. се завръща в Бургас и демобилизира.
С указ № 6 от 5 март 1946 г. издаден на базата на доклад на Министъра на войната № 32 от 18 февруари 1946 г. е одобрена промяната на наименованието на полка от 24-и пехотен черноморски на Н.В. Царица Елеонора полк на 24-и пехотен черноморски полк. От 10 юли 1948 г. полкът носи явното наименование под. 3702, на 21 юни 1950 г. е преименуван на Двадесет и четвърти стрелкови полк, а по-късно същата година на 10 ноември в Тридесет и седми стрелкови полк с явно наименование под. 70240. През юли 1958 г. е разформиран.

## Наименования
През годините полкът носи различни имена според претърпените реорганизации:
- Двадесет и четвърти пеши черноморски полк (1889 – 1891)
- Двадесет и четвърти пехотен черноморски полк (1892 – 9 август 1912)
- Двадесет и четвърти пехотен черноморски на Н.В. Царица Елеонора полк (9 август 1912 – 10 септември 1919)
- Двадесет и четвърти пехотен черноморски полк (от 1928 г.)
- Двадесет и четвърти пехотен черноморски на Н.В. Царица Елеонора полк (до 5 март 1946 г.)
- Двадесет и четвърти пехотен черноморски полк (5 март 1946 – 21 юни 1950)
- Двадесет и четвърти стрелкови полк (21 юни 1950 – 10 ноември 1950)
- Тридесет и седми стрелкови полк (10 ноември 1950 – юли 1958)

## Командири
Званията са към датата на заемане на длъжността.
| №   | звание       | име                       | дати                                |
| --- | ------------ | ------------------------- | ----------------------------------- |
| 1.  | Майор        | Александър Фудулаки       | 31 януари 1889 – 1893               |
| 2.  | Подполковник | Христо Гюлмезов           | 1893 – 1898                         |
| 3.  | Полковник    | Иван Велев                | 1898 – 1900                         |
| 4.  | Полковник    | Янко Драганов             | 1900 – 1903                         |
| 5.  | Полковник    | Марин Узунов              | 1903 – 1907                         |
| 6.  | Полковник    | Иванов                    | 1907 – 1912                         |
| 7.  | Полковник    | Христо Недялков           | 21 февруари 1912 – 1913             |
| 8.  | Подполковник | Григор Кюркчиев           | ноември 1913 – 1915                 |
| 9.  | Подполковник | Никола Писаров            | 10 октомври 1915 – 12 декември 1916 |
| 10. | Подполковник | Илия Кантарджиев          | 9 октомври 1915 – 17 октомври 1915  |
| 11. | Подполковник | Петър Дренски             | 12 декември 1916 – 1 януари 1919    |
| 12. | Полковник    | Г. Христов                | 1928 – 1931                         |
| 13. | Полковник    | Крум Денизов              | 1931 – 1932                         |
| 14. | Полковник    | Никола Рашков             | 1932 – 1934                         |
| 15. | Полковник    | Георги Йорданов           | 1934 – 1935                         |
| 16. | Полковник    | Иван Христов              | 1935 – 1936                         |
| 17. | Полковник    | Крум Басмаджиев           | 1936 – 1938                         |
| 18. | Полковник    | Иван Койчев               | от 1938                             |
|     | Полковник    | Минко Абаджиев            | 1943 – 1944                         |
|     | Полковник    | Борис Величков            | 1 октомври 1944 – януари 1945       |
|     | Полковник    | Петър Димитров            | от януари 1945                      |
|     | Полковник    | Александър Симеонов Попов | 1946                                |
|     | Полковник    | Георги Добринов           | 1946 – 1947                         |
|     | Подполковник | Златю Златев              | 1947 – 1947                         |

## Капелмайстори
Капелмайстори са към датата на заемане на длъжността.
| № | име             | дати        |
| - | --------------- | ----------- |
|   | Ян Цернер       | 1890 – 1894 |
|   | Христо Р. Ботев | 1895 – 1897 |
|   | Георги Шагунов  | 1897 – 1930 |
|   | Филип Кутев     | от 1930     |